# Robert Francke
Robert Francke (* 16. Februar 1941; † 8. September 2020) war ein Professor der Rechtswissenschaft an der Universität Bremen und Urenkel von Carl Francke.

## Biografie
Francke studierte Rechtswissenschaften an den Universitäten Freiburg, Köln und Münster. Er schloss diese Studien 1966 mit dem Ersten Juristischen Staatsexamen ab, 1970 folgte das Zweite Juristische Staatsexamen. Er promovierte 1970 in Münster und war 1970 und 1971 in der Verwaltung beschäftigt. Von 1971 bis 1974 war er am interdisziplinär ausgerichteten Zentrum für Hochschuldidaktik an der Universität Hamburg als Wissenschaftlicher Mitarbeiter tätig. 1974 erfolgte der Ruf an die Universität Bremen.
Er befasste sich wissenschaftlich mit dem öffentlichen Medizinrecht, Sozialrecht und dem Schul- und Hochschulrecht.
Des Weiteren gehörte Francke zu den Gründungsmitgliedern des Cinema im Ostertor.